# Buros (rivière)
Pour les articles homonymes, voir Buros (homonymie) et Baille (homonymie).
Le ruisseau de Buros (ou ruisseau de Baillé) est un cours d'eau qui traverse les départements du Gers et des Landes et un affluent droit de l'Adour dans le bassin versant de l'Adour.

## Géographie
D'une longueur de 10 kilomètres, il prend sa source sur la commune du Houga (Gers), au lieu-dit Glindon, à l'altitude 135 mètres.
Il coule du nord-est vers le sud-ouest et se jette dans l'Adour à Duhort-Bachen (Landes), à l'altitude 71 mètres sous le nom de ruisseau de Baillé.

## Communes, cantons et départements traversés
Le ruisseau de Buros traverse quatre communes et trois cantons, soit dans le sens amont vers aval, il prend sa source au Houga dans le Gers, puis pénètre dans les Landes et arrose Cazères-sur-l'Adour, Aire-sur-l'Adour et Duhort-Bachen (confluence).
En termes de cantons, le ruisseau de Buros prend source dans le canton de Nogaro, arrose le canton de Grenade-sur-l'Adour et conflue dans le canton d'Aire-sur-l'Adour.

## Affluents
Le ruisseau de Buros a un affluent référencé :
- le ruisseau de l'Escourre (rg), 2,9 km, qui traverse Aire-sur-l'Adour.